# Vamos (cántico de fútbol)

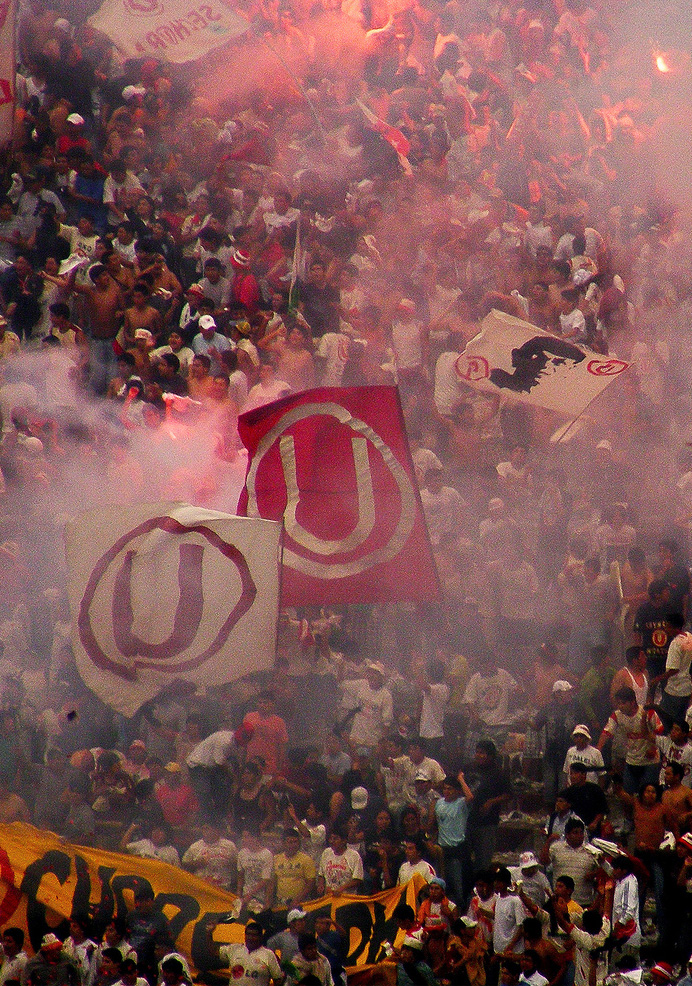
La barra brava del club de fútbol peruano Universitario inventó el cántico.

Vamos..., también conocido como Esta tarde o Esta noche, es un cántico de fútbol de Perú   a inicios de la década de 1990. Posteriormente, se ha popularizado en varios países de Latinoamérica, donde con leves modificaciones es utilizada por los seguidores de otros clubes de fútbol, como Orlando City SC, DC United y Club Universidad de Chile, así como por los aficionados de las selecciones nacionales de Chile, Ecuador y Perú.
La melodía del cántico es similar al cántico «Eu Sou Brasileiro» (en portugués, «Soy brasileño»), inventado en 1949 por el maestro brasileño Nelson Biasoli.

## Historia

### Origen en Perú
Los hinchas del Club Universitario de Deportes, Trinchera Norte, crearon el canto «Vamos...» a principios de la década de 1990, originalmente nombrando el cántico como «Esta tarde».
En Perú la canción también ha sido adaptada por los seguidores de la selección nacional como «¡Vamos peruanos!». Durante el proceso de clasificación para la Copa del Mundo Rusia 2018, dicho cántico fue también entonado por los hinchas argentinos, quienes estaban descontentos por la actuación de la selección argentina durante el partido con el combinado peruano en el estadio La Bombonera.

### Adaptaciones en Chile

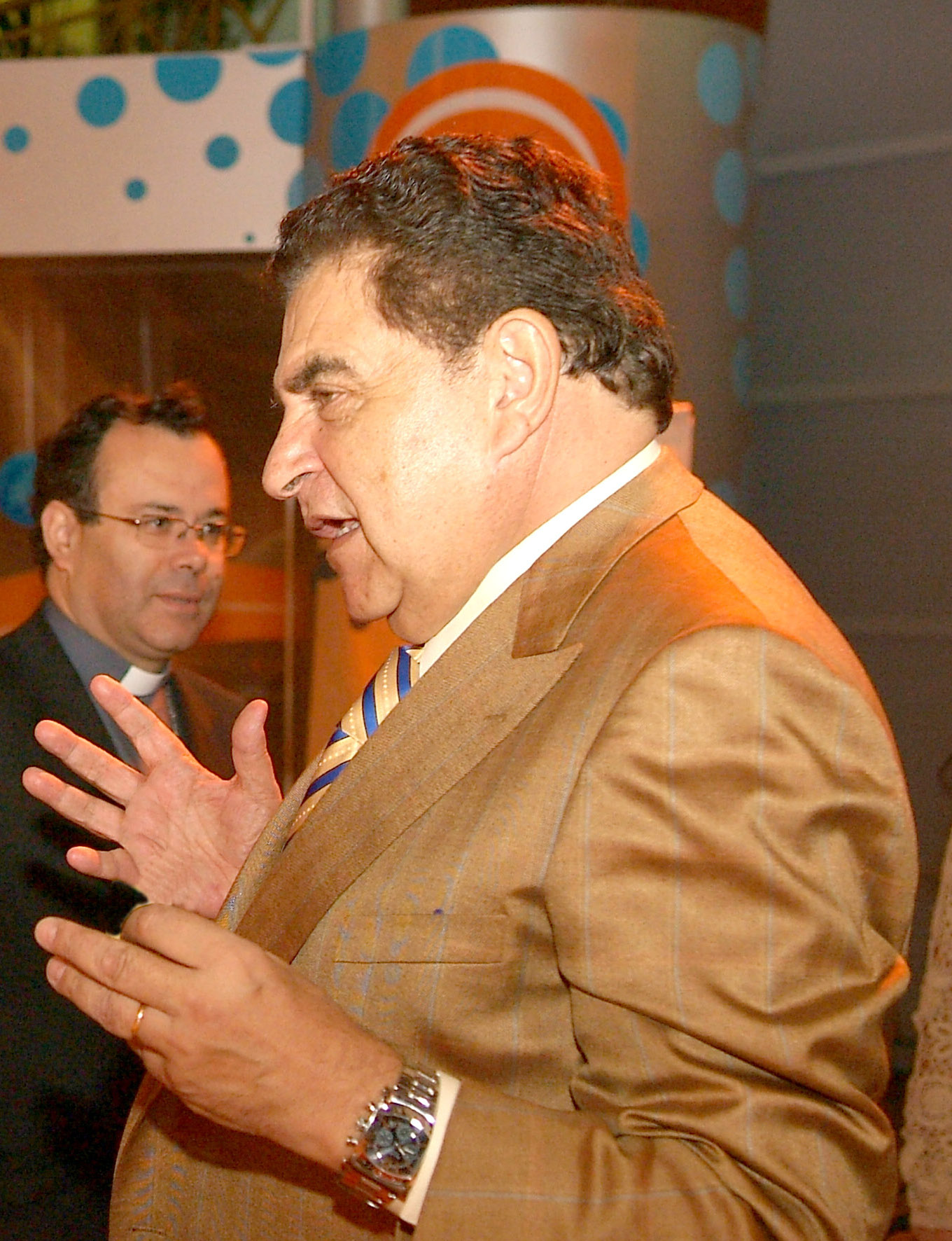
Don Francisco ayudó a popularizar el cántico en Chile

Luego de escuchar a los fanáticos de Universitario cantar el cántico, Los de Abajo, barra brava del Club Universidad de Chile, adaptó el cántico a «Vamos leones» para animar a su club. Así, una nota del diario La Tercera que se ocupó sobre el origen de este cántico señala:

En la Teletón, el cántico se ocupó por primera vez en 1996 y por idea de Jorge Hevia. Eso sí, tuvo su origen mucho antes y más lejos: su cuna es peruana, perteneció al equipo Universitario y luego fue tomado por Los de Abajo, quienes lo popularizaron en los partidos de la "U" y de la selección. De paso, se inmortalizó como el himno no oficial de la cruzada solidaria.

La popularidad de «Vamos...» aumentó en Chile después de que Los de Abajo adaptaran la letra del cántico para animar a su selección nacional en el proceso de clasificación para la Copa Mundial de Francia 1998, rebautizando el canto como «¡Vamos chilenos!». Durante la Teletón de 1996 para niños con discapacidades motoras, cuyo cierre se llevó a cabo en el Estadio Nacional en Santiago, el canto «Vamos...» alcanzó niveles aún más altos de popularidad después de que el presentador Don Francisco, con la ayuda del periodista deportivo Jorge Hevia, cambiara levemente la letra para alentar la recaudación de fondos. Desde entonces, «Vamos...» es considerado el himno no oficial de la Teletón chilena.  
En 2010, Keyvan Heydari, periodista de la NPR estadounidense, incluyó a «¡Vamos chilenos!» como representante de la afición chilena y uno de los «himnos de batalla» de la Copa Mundial de Sudáfrica 2010. Ese mismo año, el músico chileno Rodrigo Medel registró una versión del cántico en la Sociedad Chilena del Derecho de Autor, pero su inscripción como canción folclórica le impide recibir regalías por su uso.

### Liga estadounidense
Los hinchas de clubes de fútbol de la liga estadounidense de fútbol (MLS) han incluido el cántico «Vamos...» en su repertorio, entre otros que adaptaron de ligas extranjeras. El periodista deportivo Phil West, escribió para el sitio web oficial del MLS que los Vancouver Southsiders, seguidores del club de fútbol canadiense Vancouver Whitecaps, adaptaron el cántico desde la versión chilena.
Los Screaming Eagles y La Barra Brava, seguidores del club de fútbol americano DC United, también modificaron el cántico de su club, rebautizándolo como «Vamos DC United». El cántico modificado, cantado en español, es considerado tradicional por el club, que incluso inscribió la frase «Vamos Unidos Esta Noche Tenemos Que Ganar» en la cinta del cuello de su camiseta de 2015. En 2012, Elliott Turner, corresponsal de fútbol del periódico británico The Guardian, incluyó a «Vamos DC United» entre los cinco mejores fanthems de la MLS, y lo describió como «simple pero poderoso». 

### Fútbol internacional
«Vamos...» ha aumentado su popularidad en los partidos de fútbol internacionales más allá de Perú y Chile. Desde 2014, los seguidores de la selección de fútbol de Ecuador cantan una versión rebautizada como «¡Vamos ecuatorianos!». También en 2014, los seguidores de la selección nacional de Malasia cantaron una versión de «Vamos...» bajo el nombre de «Ayuh MalaysiaKu» (en malayo, «¡Vamos, mi Malasia!»). Este canto también fue utilizado por los hinchas de la selección nacional de Indonesia. 

## Letras
Letra original:

Vamos universitarios
ohh
que esta tarde tenemos que ganar

Letra modificada:

¡Ooh! Vamos!!
¡Vamos, chilenos!
¡Que esta noche,
tenemos que ganar!